# 乌尔旗汉林业局
乌尔旗汉林业局是一个位于中华人民共和国内蒙古自治区牙克石市的类似乡级单位，亦是中国内蒙古森林工业集团所属的一个林业局。
乌尔旗汉林业局成立于1958年7月1日，位于大兴安岭主脉西麓，地跨牙克石市、鄂伦春自治旗。总面积59.36万公顷，森林覆盖率为78.97%，人口4.9万。

## 行政区划
乌尔旗汉林业局下辖以下单位：
五十九林场、佰拉图林场、兴安里林场、温库图林场、乌尔旗汉林场、克里河林场、毕力格林场、西日特其林场、温库吐林场